# لاو رانجان
لاو رانجان (انگلیسی: Luv Ranjan) کارگردان فیلم و نویسنده اهل هند است.

## فیلم‌شناسی
| سال  | نام                | کارگردان | تهیه‌کننده | نویسنده | یادداشت                  |
| ---- | ------------------ | -------- | --------- | ------- | ------------------------ |
| ۲۰۱۱ | ضربه عشق           | آری      | نه        | آری     |                          |
| ۲۰۱۳ | آکاش وانی          | آری      | نه        | آری     |                          |
| ۲۰۱۵ | ضربه عشق ۲         | آری      | نه        | آری     | Also lyricist for 1 song |
| ۲۰۱۶ | Life Sahi Hai      | نه       | آری       | نه      | Web series               |
| ۲۰۱۸ | سونو، تیتو، سوئیتی | آری      | آری       | آری     |                          |
| ۲۰۱۹ | عشقت را به من بده  | نه       | آری       | آری     |                          |
| ۲۰۲۰ | Jai Mummy Di       | نه       | آری       | نه      |                          |
| ۲۰۲۰ | Malang             | نه       | آری       | نه      |                          |
| ۲۰۲۰ | پرش                | نه       | آری       | آری     |                          |